# Robson Street

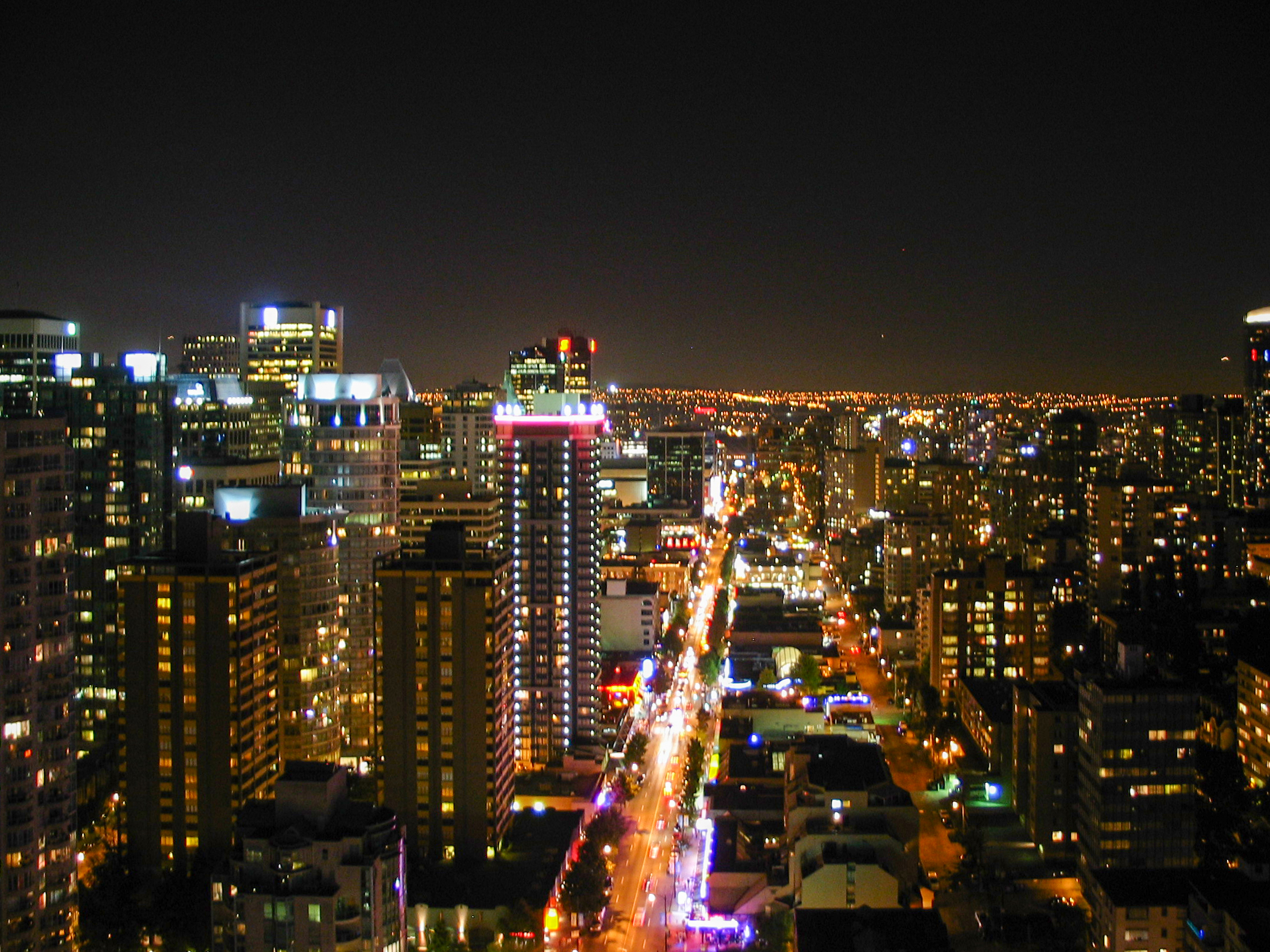
Robson Street in der Nacht

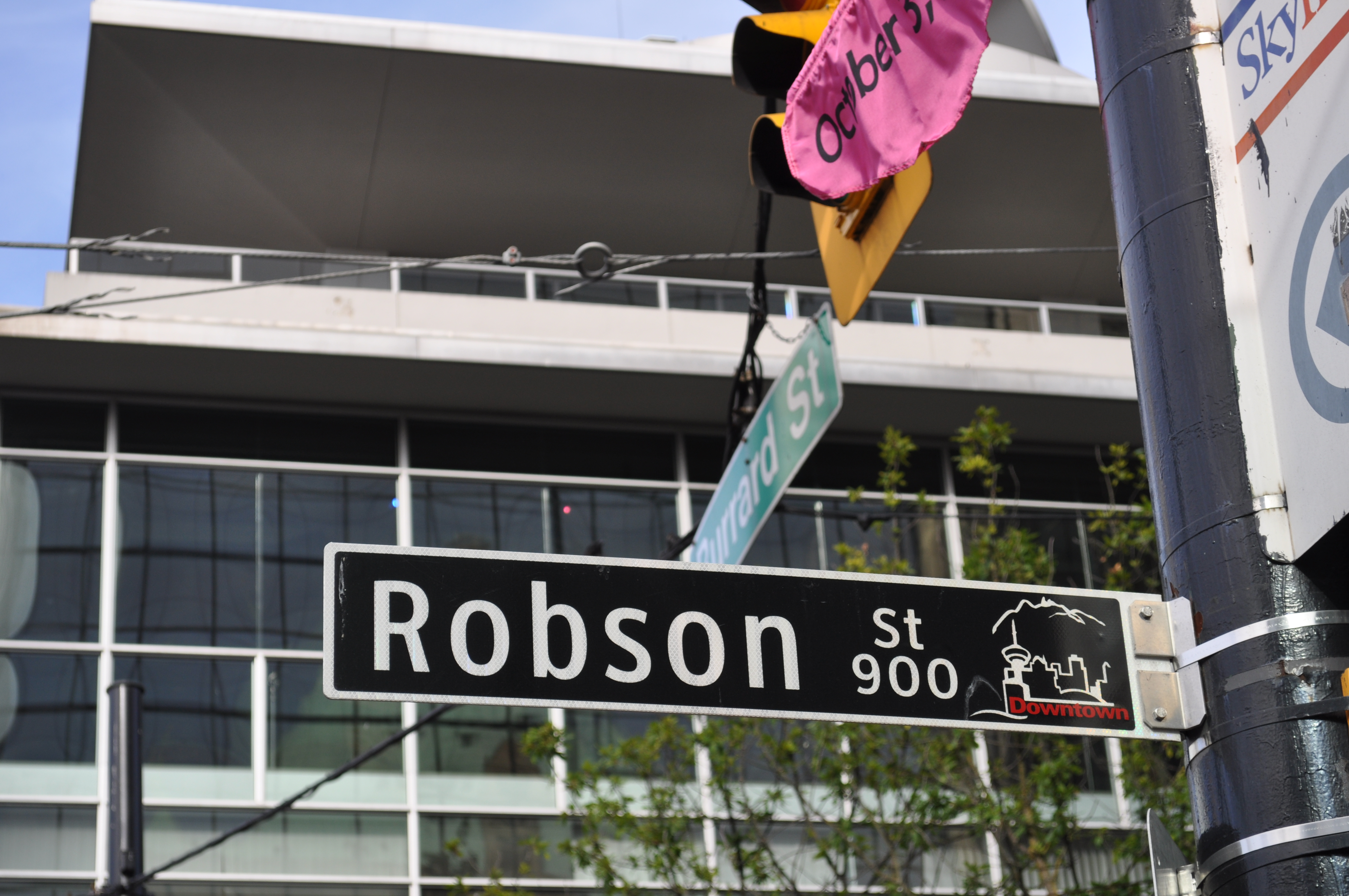
Robson Street Straßenschild

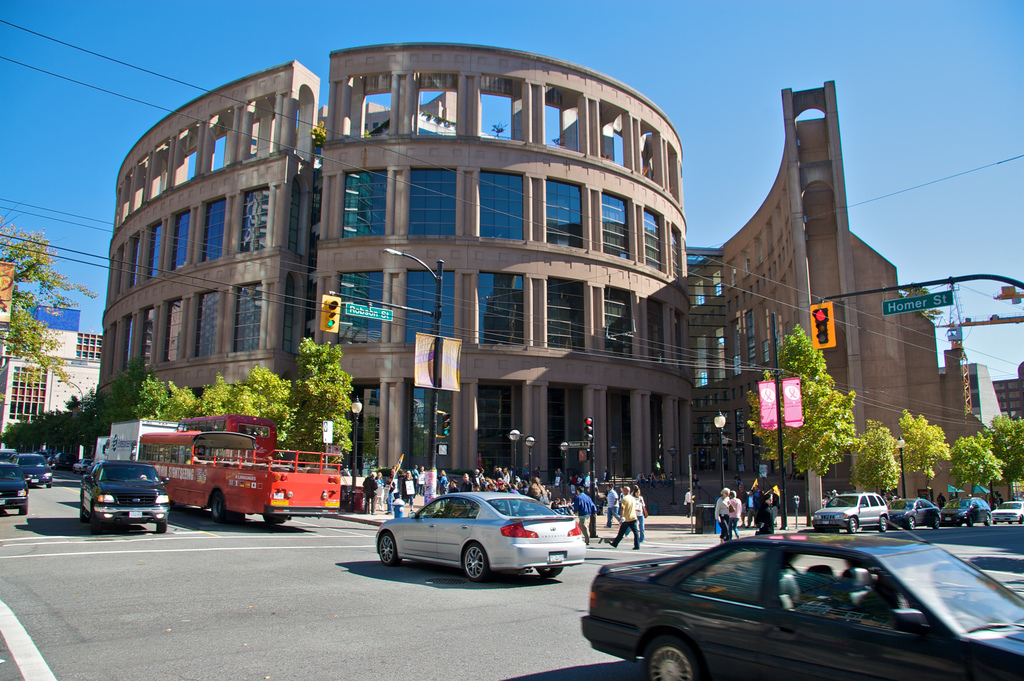
Die Vancouver Library auf der Robson Street

Die Robson Street ist eine große südöstlich nach nordwestlich verlaufende Hauptverkehrsstraße durch Vancouver in der kanadischen Provinz British Columbia. Die Straße verläuft durch Downtown Vancouver bis ans West End von Vancouver. Neben der Funktion als Hauptverkehrsstraße der Stadt, ist sie zudem eine exklusive, beliebte und eine teure Einkaufsstraße in Vancouver. Auf der Straße finden sich mehrere Geschäfte, Restaurants und Cafe's. Die Straße erhielt den Namen von John Robson, einem kanadischen Politiker, Journalisten und Premierminister von British Columbia zwischen 1889 und 1892. Er war Mitbegründer der Confederation League, die maßgeblich zum Beitritt British Columbias zur Kanadischen Konföderation führte. Die Robson Street beginnt am BC Place Stadium in der Nähe von False Creek und verläuft dann nordwestlich an der Vancouver Library Square, Robson Square und der Vancouver Art Gallery und endet am Lost Lagoon, Stanley Park.

## Einkaufsmöglichkeiten
Robson Street gilt als Haupteinkaufsstraße in Vancouver. Es finden sich mehrere exklusive Geschäfte sowie Restaurants in der Straße. Die Robson Street ist bekannt für die unzähligen exklusiven Modeboutiquen, die sich von der Granville Street im Südosten bis zur Denman Street im Nordwesten erstrecken. Die Robson Street verbindet die Burrard Street mit Alberni und Georgia Street, auf der sich bekannte exklusive Boutiquen befinden wie Hermès, Gucci, Louis Vuitton, Betsey Johnson, Chanel, Burberry, Cartier, Tiffany & Co., Lacoste, Coach und Salvatore Ferragamo.
In der angrenzenden Thurlow Street befinden sich zwei gegenüberliegende Starbucks Coffee Shops eins ist ausschließlich Raucherfrei und das andere nicht. Die westlichen Ecke der Straße ist ein beliebter Bikertreff.

## Architektur und weitere Sehenswürdigkeiten
In der Nähe der Robson Street befinden sich mehrere Wolkenkratzer, viele von denen beinhalten Eigentumswohnungen und Hotels. Das Sheraton Landmark (auch bekannt als The Empire Landmark Hotel) war bis zu seinem Abriss das höchste Gebäude mit 42 Etagen. In diesem befand sich auch das exklusive Cloud Nine Drehrestaurant. Am südöstlichen Ende der Robson Street entstehen mehrere neue Hochhäuser mit Wohnungen in der Nähe des Stadtteils Yaletown an der Granville Mall.
Die Robson Street ist auch eine beliebte Ausstellungsfläche, auf der vorwiegend in den Sommermonaten am Wochenende exotische, seltene Automobile und Motorräder ausgestellt werden.